# احرص
احرص (به عربی: أحرص) یک روستا در سوریه است که در ناحیه تل رفعت واقع شده‌است. احرص ۲٬۸۵۱ نفر جمعیت دارد.